# Sojuz TM-27
Sojuz TM-27 (Союз ТМ-27) – rosyjska załogowa misja kosmiczna, stanowiąca wyprawę na pokład stacji kosmicznej Mir.
Pomiędzy 1 a 22 kwietnia 1998 kosmonauci wykonali pięć spacerów kosmicznych, mających na celu naprawę paneli słonecznych modułu Spektr oraz instalację nowego systemu orientacji stacji.